# Майр, Генрих
Ге́нрих Майр (нем. Heinrich Mayr, 1856—1911) — немецкий лесовод, дендролог и ботаник.

## Биография
Генрих Майр родился 29 октября 1856 года в Ландсберге-на-Лехе в семье королевского лесовода Клеменса Майра. Учился в Людвигс-гимназии в Мюнхене, затем — а Ашаффененбурге и Мюнхенском университете. В 1884 году под руководством профессора Роберта Гартига защитил в Мюнхенском университете диссертацию на соискание степени доктора философии. Она была посвящена поражению берёзы паразитами Piptoporus betulinus и Phellinus laevigatus.
Майр получил грант на путешествие в Японию и Северную Америку для изучения перспектив интродукции в Германию экономически важных древесных растений. С 1887 по 1891 он был профессором Токийского университета. По возвращении в Германию он был назначен ассистентом по лесничеству в Вунзиделе.
Впоследствии Майр выпустил несколько книг, в которых описывал видовой состав лесов Азии и Северной Америки. В 1903 году Майр вместе с кронпринцем Рупрехтом Баварским вновь путешествовал по миру.
С 1893 года Майр работал профессором лесоводства в Мюнхенском университете. У получившего мировую известность профессора учились не только немецкие лесоводы, но и иностранцы — в частности, А. К. Каяндер и В. Шеделин.
19 января 1911 года у Майра во время лекции случился инсульт. 24 января он скончался.

## Некоторые научные работы
- Mayr, H. Die Waldungen von Nordamerika (нем.). — München, 1890. — 448 p.
- Mayr, H. Monographie der Abietineen des japanischen Reiches (нем.). — München, 1890. — 104 p.
- Mayr, H. Fremdländische Wald- und Parkbäume für Europa (нем.). — Berlin, 1906. — 622 p.

## Растения, названные в честь Г. Майра
- Abies sachalinensis var. mayriana Miyabe & Kudô, 1919
- Pinus mayriana Sudw., 1897, nom. superfl. [= Pinus engelmannii Carrière, 1854]
- Pinus mayrii Zabel, 1891 [= Pinus parviflora Siebold & Zucc., 1842]